# 昌都韭
昌都韭（学名：Allium changduense）为葱科葱属的植物，为中国的特有植物。分布于中国大陆的西藏等地，生长于海拔3,200米至4,500米的地区，常生于灌丛中和山坡，目前已由人工引种栽培。